# 9. Flieger-Division (1940)
Die 9. Flieger-Division war ein Großverband der Luftwaffe der Wehrmacht im Zweiten Weltkrieg.

## Geschichte
Die 9. Flieger-Division wurde am 1. Februar 1940 in Jever gebildet und dem Oberbefehlshaber der Luftwaffe unterstellt. Sie nahm am Westfeldzug und unter dem Kommando der Luftflotte 2 an der Luftschlacht um England teil. Dazu standen der Division am 7. September mindestens 150 Flugzeuge zur Verfügung, bestehend aus 150 Kampfflugzeuge, sowie eine unbekannte Anzahl von See- und Aufklärungsflugzeugen. Die Hauptaufgabe der ihr unterstellten fliegenden Verbände war die Verminung der wichtigsten britischen und französischen Häfen und Flussmündungen. Der erste größere Mineneinsatz fand am 17. April 1940 statt, als 10 He 115 der 3./Küstenfliegergruppe 506 und 8 He 111 der Kampfgruppe 126 24 Seeminen in den Downs und im Edinburgh-Kanal abwarfen. Auf diesen Minen sanken am 20. April die britischen Frachter Hawnby (5380 BRT) und Mersey (1937 BRT). Nachdem am 22. April weitere 34 Minen vor Harwich und in den Downs abwarfen, sanken in den folgenden Tagen die norwegische Bravore (1458 BRT), sowie die britischen Lolworth (1969 BRT), Rydal Force (1101 BRT), Stokesley (1149 BRT) und Margam Abbey (2470 BRT) und der Minensucher Dunoon. (710 ts) In der ersten Maihälfte lag der Schwerpunkt der Mineneinsätze auf den Kanalhäfen Dünkirchen, Calais und Boulogne, sowie der Scheldemündung und vor Ostende. Anschließend wurden wieder britische Gewässer vermint. Eines der Opfer war der britische Minenleger Princess Victoria (2197 BRT) der am 18. Mai vor der Humbermündung sank. Im September wurden insgesamt 184 Minen in die Themsemündung, in die Gewässer vor Scapa Flow, im Moray-Firth, vor Aberdeen, Newcastle und Middlesbrough gelegt. Dabei sanken die Minensuchtrawler Royalo, der Fischdampfer Dervish (346 BRT) der Tanker Gothic (2444 BRT) und der Minensuchtrawler Loch Inver (356 BRT). Während des Oktobers fallen insgesamt 715 Minen überwiegend in die Themsemündung, die Humbermündung, die Teesmündung, vor Liverpool und im Firth of Forth. Es sanken der Minensuchtrawler Sea King, der Marinetrawler Resolvo die Motoryacht Astrid, der Tonnenleger Reculver (683 BRT) der Minensucher Dundalk der Minensuchtrawler Waveflower, die Schnellboote MTB 106 und MTB 16 und der Zerstörer Venetia. Der Zerstörer Jersey wurde schwer beschädigt.
Am 16. Oktober wurde die 9. Flieger-Division in das IX. Flieger-Korps umgewandelt.

## Personen

### Divisionskommandeur
| Dienstgrad   | Name           | Datum                                |
| ------------ | -------------- | ------------------------------------ |
| Generalmajor | Joachim Coeler | 1. Februar 1940 bis 16. Oktober 1940 |

### Erster Generalstabsoffizier
| Dienstgrad     | Name             | Datum                                |
| -------------- | ---------------- | ------------------------------------ |
| Oberstleutnant | Hans-Armin Czech | 1. Februar 1940 bis 16. Oktober 1940 |

## Unterstellung
| Unterstellung                  | von             | bis              |
| ------------------------------ | --------------- | ---------------- |
| Oberbefehlshaber der Luftwaffe | 1. Februar 1940 | 23. Mai 1940     |
| Luftflotte 2                   | 23. Mai 1940    | 16. Oktober 1940 |

## Unterstellte Verbände
| Verbände am 10. Mai 1940      | Flugzeuge | Flugzeuge     | Flugzeugtypen                 | Liegeplatz               | Lage                |
| Verbände am 10. Mai 1940      | Ist       | Einsatzbereit | Flugzeugtypen                 | Liegeplatz               | Lage                |
| Kampfgruppe 126               | 37        | 37            | Heinkel He 111H               | Marx                     | 53.421433 7.892781  |
| 3./Küstenfliegergruppe 506    | 12        | 17            | Heinkel He 115C               | Norderney                | 53.701389 7.152778  |
| 3./Küstenfliegergruppe 906    | 12        | 6             | Heinkel He 111B               | Norderney                | 53.701389 7.152778  |
| Insgesamt                     | 62        | 60            |                               |                          |                     |
| Verbände am 7. September 1940 | Flugzeuge | Flugzeuge     | Flugzeugtypen                 | Liegeplatz               | Lage                |
| Verbände am 7. September 1940 | Ist       | Einsatzbereit | Flugzeugtypen                 | Liegeplatz               | Lage                |
| Stab/Kampfgeschwader 4        | 5         | 5             | Heinkel He 111P               | Soesterberg              | 52.1275 5.273889    |
| I./Kampfgeschwader 4          | 37        | 37            | Heinkel He 111H-4             | Soesterberg              | 52.1275 5.273889    |
| II./Kampfgeschwader 4         | 37        | 37            | Heinkel He 111P               | Eindhoven                | 51.450139 5.374528  |
| III./Kampfgeschwader 4        | 37        | 30            | Junkers Ju 88A-1              | Amsterdam Schiphol       | 52.308614 4.763889  |
| Stab/Kampfgeschwader 40       | 1         | 1             | Junkers Ju 88A                | Bordeaux-Merignac        | 44.82897 -0.712395  |
| I./Kampfgeschwader 40         | 37        | 7             | Focke-Wulf Fw 200C-1          | Bordeaux-Merignac        | 44.82897 -0.712395  |
| 1./Küstenfliegergruppe 106    | 12        | ?             | Heinkel He 115                | Amsterdam Schellingwoude | 52.381111 4.969444  |
| 2./Küstenfliegergruppe 106    | 12        | ?             | Heinkel He 115                | Norderney                | 53.701389 7.152778  |
| 3./Küstenfliegergruppe 106    | 12        | ?             | Dornier Do 18                 | Cherbourg                | 49.648611 -1.627778 |
| Kampfgruppe 126               | 37        | 33            | Heinkel He 111H               | Nantes                   | 47.156944 -1.60777  |
| 3./Fernaufklärungsgruppe 123  | 12        | ?             | Junkers Ju 88, Heinkel He 111 | Amsterdam-Schiphol       | 52.308614 4.763889  |
| Insgesamt                     | 240       | 150+          |                               |                          |                     |

Anmerkungen
1. ↑  Bedeutung der Abkürzungen, siehe Organisation der Geschwader
2. ↑  Iststärke (die tatsächlich in der Einheit vorhandenen Flugzeuge)
3. ↑  Einsatzbereit (abflugbereite Flugzeuge)